# Троо
Троо́ — коммуна в Валлонии, расположенная в провинции Льеж, округ Льеж. Принадлежит Французскому языковому сообществу Бельгии.
На площади 24,20 км² проживают 7641 человек (плотность населения — 316 чел./км²), из которых 48,78 % — мужчины и 51,22 % — женщины. Средний годовой доход на душу населения в 2003 году составлял 11 794 евро.
Почтовый код: 4870. Телефонный код: 04.
Митохондриальную ДНК неандертальца из грота Фондс-де-Форе удалось секвенировать со 135-кратным покрытием. Этот геном отличается только одной парой оснований (bp) от митохондриальных геномов поздних неандертальцев Goyet Q57-1 из пещеры Гойе, Feldhofer 1 (Neanderthal 1) германского грота Фельдхофер и Vindija 33.25 из хорватской пещеры Виндия. Популяция неандертальцев исчезла из бельгийских пещер Spy, Engis и Fonds-de-Forêt в период с 44 200 до 40 600 лет до н. э. (с вероятностью 95,4%).